# برج یوبی‌اس (نشویل)
برج یوبی‌اس (انگلیسی: UBS Tower) آسمان‌خراشی ۲۸ طبقه به ارتفاع ۱۰۸ متر (۳۵۴ فوت) واقع در خیابان ددریک ۳۱۵ در نشویل، تنسی است. ساختن این برج در سال ۱۹۷۴ تکمیل شد.